# Gerd Gjedved
Gerd Johnni Allensteen Raft f. Gjedved (8. juli 1919 i København – 24. juli 1972) var en dansk skuespillerinde, der debuterede som barneskuespiller allerede i 1928. Sidenhen kom hun bl.a. til Helsingør Revyen og Apollo Teatret. Hun fik kun en kort karriere som skuespiller, da hun måtte trække sig fra scenen på grund af dårligt helbred. Hun nåede derfor også kun at indspille ganske få film. Hun var gift flere gange og boede mange år i udlandet inden hun kort før sin død vendte tilbage til Danmark.

## Filmografi
- Odds 777 – 1932
- Med fuld musik – 1933
- Ud i den kolde sne – 1934
- Week-End – 1935
- Alle mand på dæk – 1942